# Ferrocarril en Indonesia
La mayoría de los ferrocarriles de Indonesia están en Java, y se utilizan tanto para el transporte de pasajeros como de mercancías. Hay tres redes ferroviarias no continuas en Sumatra (Aceh y Sumatra del Norte; Sumatra Occidental; Sumatra del Sur y Lampung), mientras que se están desarrollando dos nuevas redes en Kalimantan y Sulawesi. Indonesia ha finalizado recientemente su plan de red ferroviaria nacional. Según el plan, 3.200 km de vías férreas que atravesarán las islas de Sumatra, Java, Kalimantan y Sulawesi, ha sido calificado como el proyecto ferroviario más extenso de Indonesia desde su independencia de los holandeses en 1945.
El ferrocarril urbano existe en forma de tren de cercanías en Yakarta, Bandung y Surabaya. En Yakarta y Palembang se están introduciendo nuevos sistemas de transporte rápido y ligero.
A pesar de que en las carreteras de Indonesia circulan por la izquierda, la mayoría de las líneas ferroviarias lo hacen por la derecha debido a la influencia holandesa.
El ancho de vía de Indonesia es de 1.067 mm, aunque anteriormente existían líneas de 1.435 mm y 750 mm. Las nuevas construcciones en Sumatra, incluyendo Aceh, Kalimantan, Sulawesi y Papúa, junto con el LRT de Yakarta, utilizan el ancho de vía de 1.435 mm. La mayor parte del área metropolitana de Yakarta está electrificada con 1500 V de corriente continua.
Los ferrocarriles de Indonesia son explotados principalmente por la empresa estatal Kereta Api Indonesia (KAI), su filial de cercanías KAI Commuter y la filial de enlace ferroviario con el aeropuerto KAI Bandara. La infraestructura es de propiedad estatal, y las empresas pagan un canon por utilizar los ferrocarriles.
En Java y Sumatra funcionan varios tranvías industriales de vía estrecha que sirven a las industrias de la caña de azúcar y la palma de aceite.

## Historia

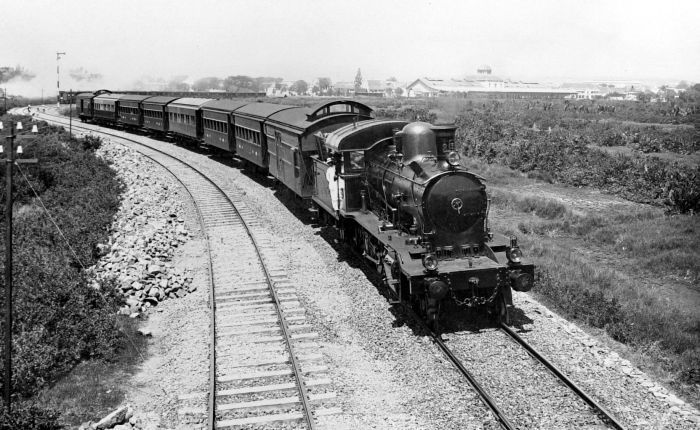
Locomotora y tren de la Compañía de Ferrocarriles de las Indias Holandesas (Nederlands-Indische Spoorweg Maatschappij), Java, hacia 1900.

La primera línea de ferrocarril de Indonesia se inauguró en 1867 y, en un principio, se instaló en ancho de vía estándar. Los ferrocarriles fueron ampliados gradualmente tanto por el Estado como por empresas privadas.
La ocupación japonesa y la Guerra de la Independencia dejaron los ferrocarriles indonesios en mal estado. En 1950 se encargó un lote de 100 locomotoras de vapor y en 1953 se inició la dieselización. En la década de 1980, la mayoría de los servicios de línea principal se habían dieselizado. A partir de la década de 1970 se obtuvieron unidades múltiples eléctricas de Japón, que sustituyeron a las locomotoras eléctricas de 60 años de antigüedad.
Desde la época de la independencia, todos los ferrocarriles principales de Indonesia han sido gestionados por el Estado. Los propietarios de los ferrocarriles privados fueron compensados primero, pero el sistema se nacionalizó totalmente en 1971.
La construcción de nuevas líneas ferroviarias ha sido escasa, y la mayor parte de las nuevas construcciones se concentran en el doble y cuádruple trazado de las líneas ferroviarias existentes. La mayoría de las antiguas líneas de tranvía se han cerrado, reduciendo el kilometraje de unos 7000 km a sólo 3000 km.

## Operadores
- PT Kereta Api Indonesia (KAI) - opera trenes locales, regionales e interurbanos
  - PT Railink (KAI Bandara) - opera servicios de enlace ferroviario con el aeropuerto, empresa conjunta con Angkasa Pura II
  - PT Kereta Commuter Indonesia (KAI Commuter) - opera servicios ferroviarios de cercanías
  - PT Kereta Api Logistik (KAI Logistik) - opera servicios de mensajería por ferrocarril

- PT MRT Jakarta - gestiona el MRT de Yakarta, empresa provincial de la Región Capital Especial de Yakarta
- PT LRT Jakarta - gestiona el LRT de Yakarta, filial de Jakpro, una empresa provincial de la Región Capital Especial de Yakarta
- PT Angkasa Pura II - opera el Skytrain del aeropuerto Soekarno-Hatta
- PT Kereta Cepat Indonesia-China - planea operar el tren de alta velocidad Yakarta-Bandung, empresa conjunta de PT Pilar Sinergi BUMN Indonesia (consorcio de KAI, Wijaya Karya, Perkebunan Nusantara VIII y Jasa Marga) y Beijing Yawan HSR Co. Ltd. (consorcio de China Railway International, China Railway Group, Sinohydro Corporation, CRRC Corporation y China Railway Signal and Communication)

## Infraestructuras ferroviarias por regiones

### Java

Mapa de la red de transporte de Java.

Los primeros ferrocarriles de Indonesia se construyeron en la isla de Java, con un ancho de vía de 1.435 mm. Durante la ocupación japonesa, se convirtieron en vías de 1.067 mm. En su mayor extensión, la red javanesa tenía una longitud de 4.807 kilómetros, conectando la mayor parte de la isla. El tren de la red javanesa (en la isla de Java) se divide en nueve divisiones operativas.

### Sumatra

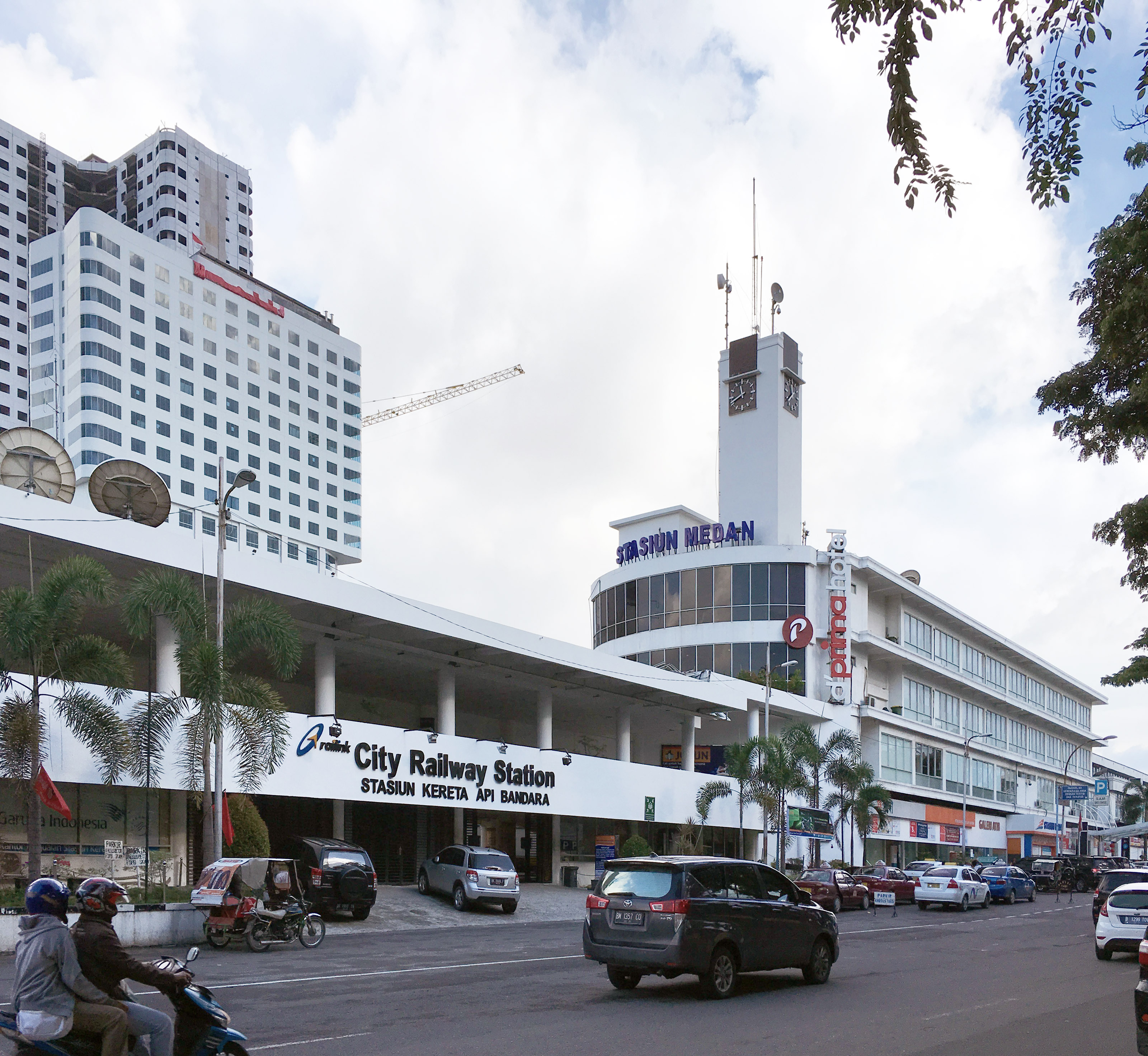
Estación de ferrocarril de Medan, con servicio de trenes interurbanos, así como el servicio de tren del aeropuerto Railink al aeropuerto internacional de Kualanamu.

En Sumatra, a fecha de 2013, hay 1.869 kilómetros de vías, de los cuales 1.348 están operativos. En la época de las Indias Orientales Holandesas se construyeron varias redes ferroviarias no conectadas:
- Banda Aceh-Lhokseumawe-Besitang-Medan-Tebingtinggi-Pematang Siantar-Rantau Prapat en el norte de Sumatra (el tramo Banda Aceh-Besitang se cerró en 1971, pero se está reconstruyendo, desde 2011).[6]
- Padang-Solok-Bukittinggi en Sumatra Occidental.
- Bandar Lampung-Palembang-Lahat-Lubuk Linggau en el sur de Sumatra.

Los planes para conectar y arreglar estas líneas aisladas se incluyen en el plan del Ferrocarril Trans-Sumatra. Los servicios ferroviarios en Sumatra, por su funcionamiento, se dividen en tres divisiones regionales, que son:
| División regional 1 (Sumatra del Norte y Aceh) | División regional 2 (Sumatra Occidental) | División regional 3 (Palembang (Sumatra del Sur))                           | División regional 4 (Tanjungkarang (Lampung) y Sumatra del Sur) |
| --- | --- | --------------------------------------------------------------------------- | --------------------------------------------------------------- |
| - Medan - Tebing Tinggi - Araskabu - Kualanamu - Tebing Tinggi - Kisaran - Kisaran - Kotapinang - Kisaran - Tanjungbalai - Tebing Tinggi - Siantar - Medan - Belawan - Medan - Besitang - Kutablang - Krueng Geukueh | - Teluk Bayur - Sawahlunto (156,5 km) - Muara Kalaban - Padang Sibusuk (6,2 km) - Bukit Putus - Indarung (14,5 km) - Lubuk Alung - Pariaman (21,5 km) - Pariaman - Sungai Limau (15 km) - Padang Panjang - Payakumbuh (52,1 km) - Payakumbuh - Limbanang (20,2 km) - Padang Sibusuk - Muaro Sijunjung (19,9 km) - Padang - Pulau Air (5,5 km) - Duku - Aeropuerto Internacional de Minangkabau | - Kertapati - Prabumulih - Simpang - Indralaya - Prabumulih - Lubuk Linggau | - Tarahan - Prabumulih                                          |

### Kalimantan
La primera red ferroviaria de la isla de Kalimantan se inauguró en 1908, dando servicio a la refinería de petróleo y al puerto de Balikpapan. Se cerró en 1950. En 2010, se anunciaron los planes para que Kalimantan contara con un ferrocarril de ancho estándar de 122 km de longitud y 1.435 mm para el transporte de carbón entre la mina Muara Wahau [id] y el puerto de Bengalon. En enero de 2016, los Ferrocarriles Rusos informaron de que su construcción de un ferrocarril en Kalimantan finalizará en 2019.

### Islas Menores de la Sonda
En 2019 se informó en Gapura Bali que Wayan Koster, gobernador de Bali, los ferrocarriles en Bali se construirán con 1.435 mm de ancho de vía estándar, "está interesado en mejorar la infraestructura de transporte de Bali y está considerando planes para construir una red de ferrocarril eléctrico en toda la isla".

### Sulawesi
La primera red ferroviaria de Sulawesi se inauguró en 1922, conectando Makassar y Takalar, pero se cerró poco después, en 1930, debido a los escasos ingresos. El ferrocarril Trans-Sulawesi está en construcción, y se construirá con un ancho de vía estándar de 1.435 mm, que es más ancho que el ancho del Cabo de 1.067 mm utilizado en Java y en las líneas más antiguas de Sumatra para acomodar más peso y velocidad.

### Papúa
Está prevista la construcción de un ferrocarril de 440 km entre Manokwari y Sorong, en la provincia de Papúa Occidental. Ferrocarriles en Papúa la frontera entre Indonesia y Papúa Nueva Guinea con ancho de vía estándar de 1.435 mm de Ferrocarriles de Nueva Guinea (Indonesia-Papúa Nueva Guinea).

## Material rodante

### Locomotoras conservadas

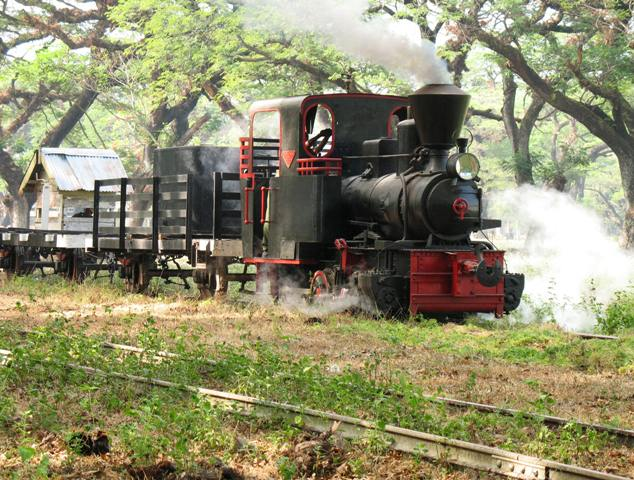
Ferrocarril forestal de Cepu - Locomotora Du Croo & Brauns.

Indonesia contaba con varios tipos de locomotoras, siendo el legado de las diferentes compañías. Sorprendentemente, sólo quedan tres locomotoras de vapor en estado operativo, todas ellas ubicadas en el Museo del Ferrocarril de Ambarawa. Por otra parte, hay exposiciones estáticas de locomotoras de vapor en el Museo del Transporte (bajo los auspicios del Departamento de Transporte) en el Taman Mini Indonesia Indah (Parque de la Bella Indonesia en Miniatura) de Yakarta y en el Museo del Ferrocarril de Ambarawa (gestionado por PT Kereta Api) en Java Central. En la mayoría de las ciudades y pueblos también se pueden encontrar locomotoras de plinto. Sorprendentemente, se ha conservado poco material rodante que no sea una locomotora.
Con la crisis económica asiática de 1997, los restos de las locomotoras de vapor que se encontraban en los antiguos depósitos pasaron a ser valiosos por su valor como chatarra y, en el año 2000, la mayoría de las locomotoras que no habían sido desguazadas o enviadas a museos fueron desechadas, presumiblemente de forma ilegal.
En el Cepu Forest Railway hay cuatro locomotoras de vapor industriales operativas, y dos más conservadas. Esto representa actualmente la mayor concentración de locomotoras de vapor conservadas en activo en Indonesia.
Se construyeron varias "últimas" locomotoras de vapor para Indonesia. La E1060, una locomotora de vapor de cremallera construida en 1966 (Esslingen 5316) está operativa en el museo ferroviario de Ambarawa. BB84, la última locomotora Mallet construida para un ferrocarril no turístico (según Durrant) fue construida por Nippon Sharyo Keizo Kaisha en 1962 (número de fábrica 2007). Esta locomotora se instaló en Banda Aceh y sobrevivió al tsunami de diciembre de 2004. La locomotora está en bastante mal estado y le faltan el tren de válvulas y los pistones de los cilindros (en marzo de 2006).
Locomotora de vapor 1622 "Sri Gunung" (Reina de la Montaña), una Mallet de 1.067 mm construido en 1928, conservado en el Museo Holandés del Ferrocarril.
La Trangkil n.º 4 (Hunslet 3902) se construyó en 1971, siendo la última locomotora de vapor construida en la fábrica Jack Lane de Hunslet en Leeds, Inglaterra. La locomotora se utilizó en la hacienda azucarera de Trangkil, en Java. Fue repatriada al Reino Unido en 2004.

### Locomotoras diésel
A partir de 2016, PT Kereta Api opera unas 350 unidades de locomotoras diésel divididas en clases en Java y Sumatra, utilizadas tanto para servicios de pasajeros como de mercancías. La primera locomotora diésel propiedad de PT Kereta Api fue la clase CC200, construida por General Electric en 1953.

### Trenes eléctricos
En agosto de 2017, la filial de cercanías de PT Kereta Api, Kereta Commuter Indonesia, operaba 758 unidades eléctricas múltiples (EMU) en el área de la Gran Yakarta. La mayor parte de las UME operadas en Yakarta son trenes de segunda mano adquiridos a los principales operadores de ferrocarriles urbanos del Gran Tokio en Japón, como East Japan Railway Company y Tokyo Metro.

## Uso

### Servicios de pasajeros

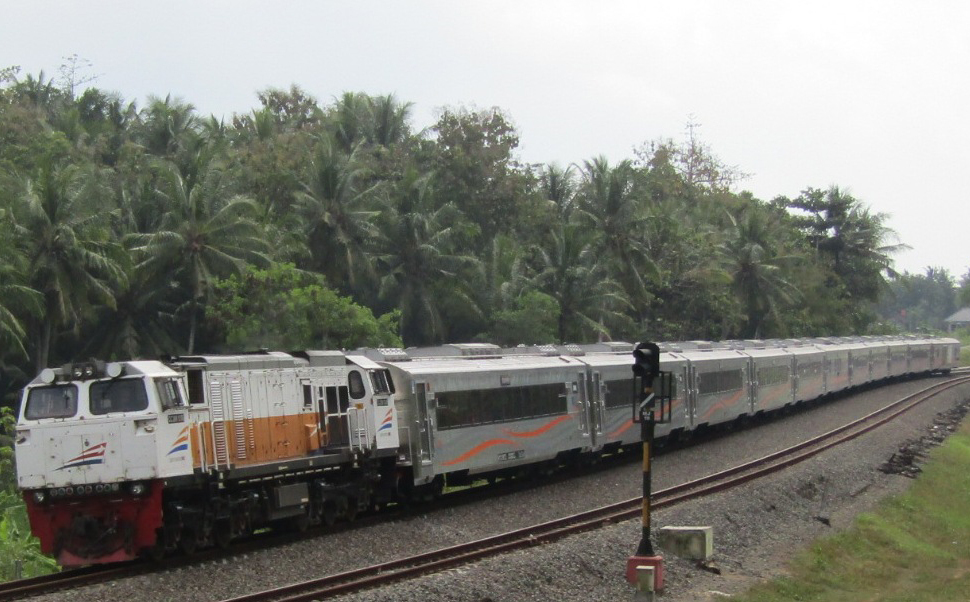
Argo Wilis, un tren de pasajeros de larga distancia sirve la ruta de Bandung a Surabaya.

KAI ofrece un amplio servicio de pasajeros. Hay varias clases disponibles, desde la clase argo con asientos reclinables y servicios similares a los de un avión, la clase ejecutiva con aire acondicionado y asiento reclinable comparable a las mejores clases de los ferrocarriles de otros países, los vagones de negocios que recientemente han sido equipados con aire acondicionado y asientos reclinables como los de la clase ejecutiva, hasta los vagones de clase económica con bancos duros, pero aún con aire acondicionado, para los trenes más baratos. En los últimos dos años, la clase ejecutiva y la económica están en proceso de ser equipadas con aire acondicionado. Todo el proceso se completó a principios de 2013.
Los trenes-cama han existido en Indonesia. El último servicio de trenes con todos los coches cama fue el tren expreso Bima, que circuló desde 1967 hasta 1984, cuando se cambió a una configuración mayoritariamente de vagones, dejando sólo uno o dos coches cama. Funcionó con esta configuración hasta 1995, cuando se retiraron los coches cama y se modificaron para convertirlos en vagones con asientos. Desde 2018, se han reactivado los trenes cama para el Argo Bromo Anggrek (Yakarta a Surabaya), Taksaka (Yakarta a Yogyakarta), Argo Lawu y Argo Dwipangga (Yakarta a Solo), y Gajayana (Yakarta a Malang).

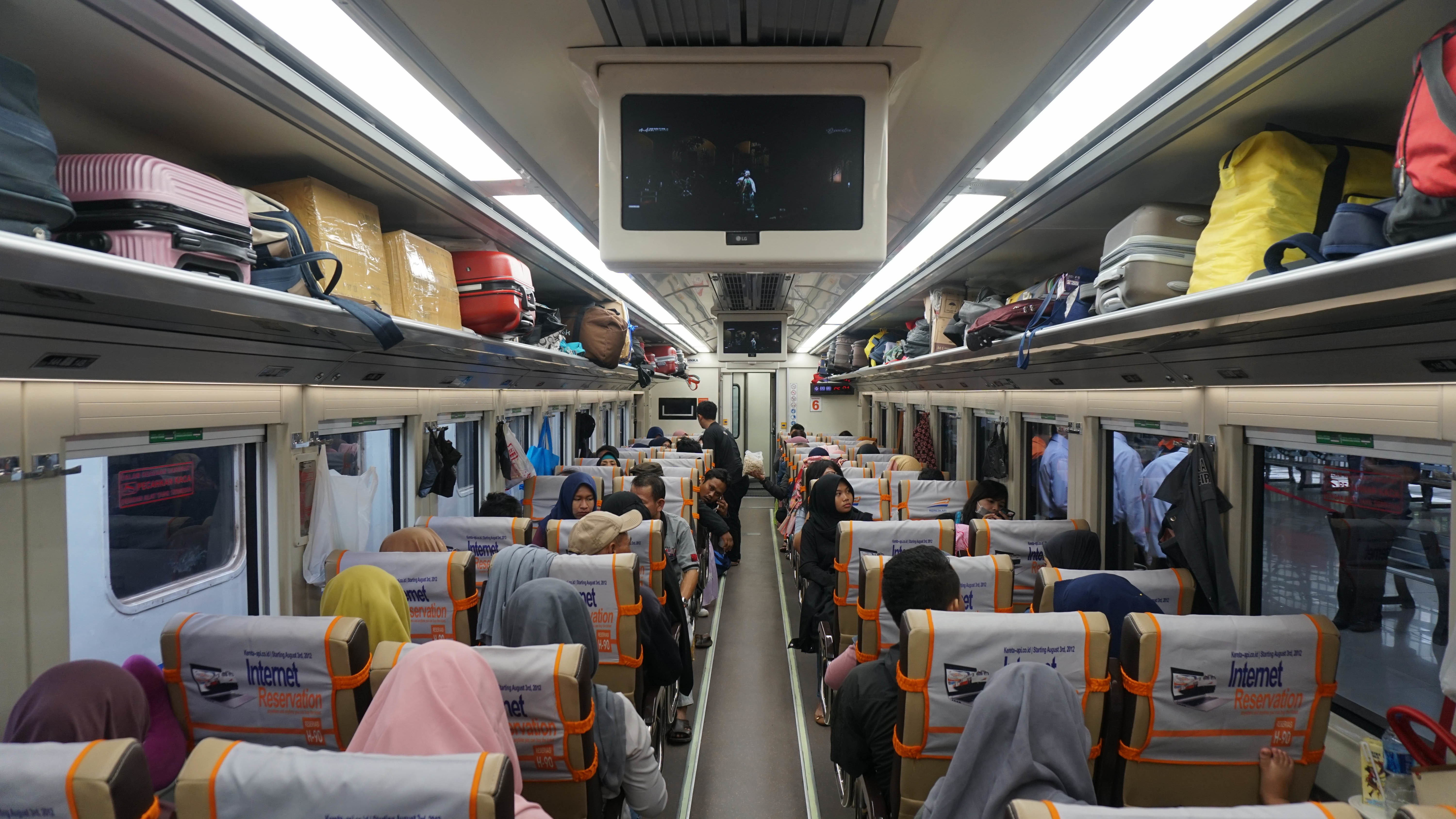
Autocares Premium Economy de Sawunggalih en 2017.

En Java, la mayoría de los trenes conectan Yakarta y el interior; los servicios regionales (o "cross-country") no se han desarrollado del todo. Entre pares de ciudades importantes, como Yakarta y Bandung, se prestan servicios intensivos cada hora.
La mayoría de los trenes de pasajeros de Indonesia, excepto los de cercanías, tienen nombre. Los nombres varían desde los claramente descriptivos, como Depok Ekspres (un antiguo servicio rápido entre Yakarta y Depok), pasando por Logawa (nombre de un río cercano a Purwokerto, al que da servicio el tren), Argo Lawu (Mt. Lawu, un volcán extinto cerca de Solo, al que da servicio dicho tren rápido), hasta nombres más o menos sin sentido, aunque románticos, como Bangunkarta (abreviatura de los nombres de las ciudades a las que da servicio: Jombang-Madiun-Jakarta) y Matarmaja (Malang-Blitar-Madiun-Jakarta).

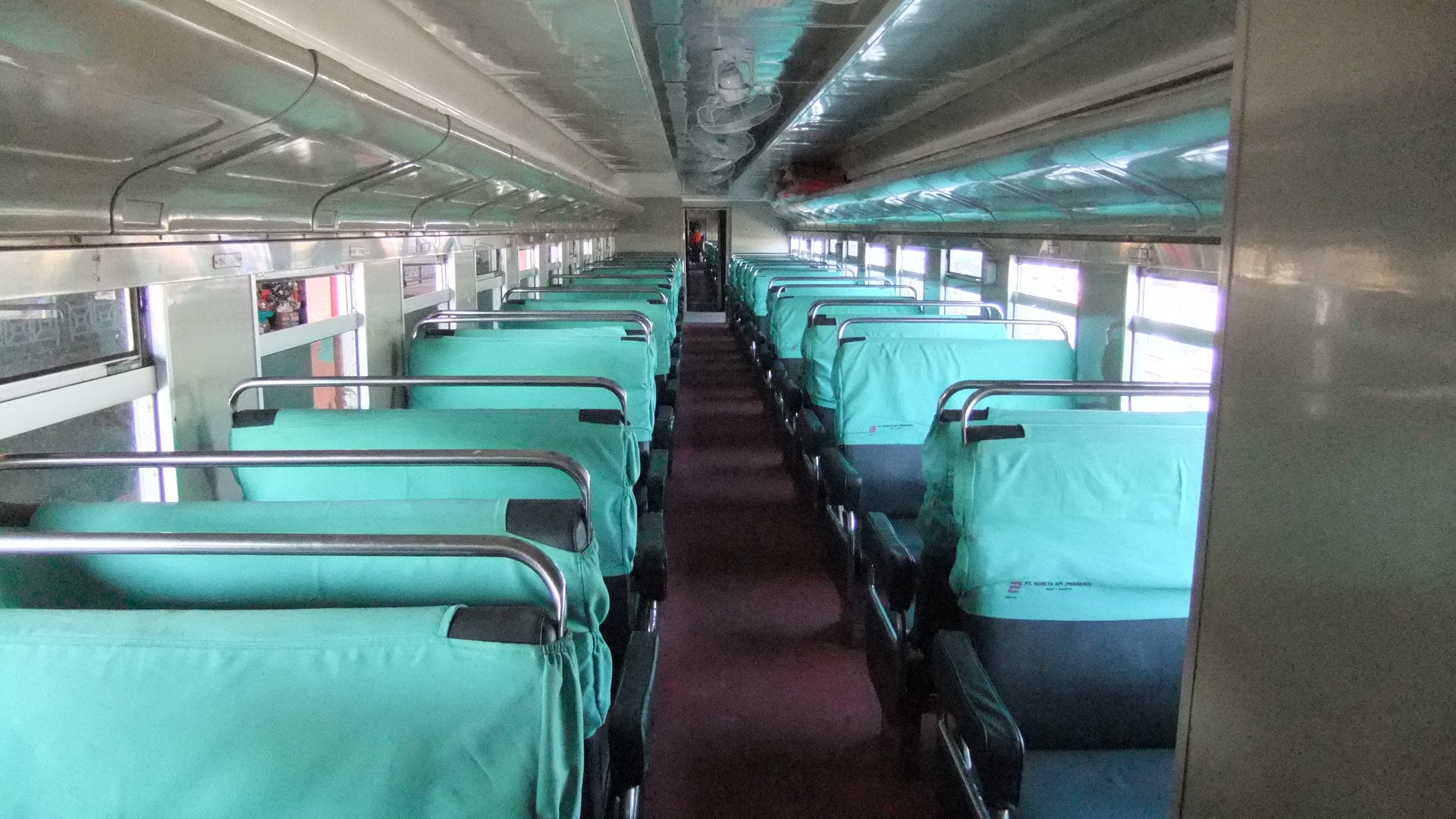
Coche Gumarang Business en 2009.

Los servicios ferroviarios de pasajeros experimentaron un renacimiento en el periodo 1995-1999, con la introducción de muchos nuevos servicios exprés de pasajeros. Con la llegada de los billetes de avión baratos, KAI experimentó un descenso en el número de pasajeros transportados, aunque la cifra se ha estabilizado y la mayoría de los trenes se mantienen con más del 50% de ocupación.

#### Red Argo
Nota: El K.A. Argo Gede ya no existe (y tampoco el K.A. Parahyangan). En sustitución, los trenes K.A. Argo Parahyangan realizan el mismo recorrido como una fusión de K.A. Argo Gede y K.A. Parahyangan.

### Vagones sólo para mujeres
Como respuesta a las numerosas denuncias de acoso sexual en lugares públicos, incluidos los trenes de cercanías y los autobuses, KAI puso en marcha vagones exclusivos para mujeres en algunos trenes de cercanías KRL Jabodetabek en el área metropolitana de Yakarta en agosto de 2010. El 13 de mayo de 2013, KAI cambió los trenes exclusivos para mujeres por trenes regulares que en la parte delantera y trasera del tren tienen un vagón solo para mujeres. Esta norma se aplica en KRL Jabodetabek.

### Asiento prioritario
KAI designa asientos prioritarios a los pasajeros de edad avanzada, las mujeres embarazadas, los pasajeros discapacitados y las madres con bebés para que viajen en el transporte público con el mismo grado de acceso y comodidad que las demás personas. Los asientos prioritarios no sólo se encuentran en el primer y último vagón del tren, como en los vagones exclusivos para mujeres, sino que se designan ocho asientos en cada vagón como asientos prioritarios. Esto se aplica en KRL Commuterline.

### Clase prioritaria (tren cama)
KAI relanzó el servicio de tren-cama el 11 de junio de 2018. Este tren-cama está equipado con excelentes instalaciones incluso en la misma clase que una cabina de avión de primera clase. La primera ruta del tren-cama es la de Gambir Yakarta a Surabaya. El tren cama de lujo está gestionado por otra filial de KAI, KAI Wisata.

### Servicios de transporte

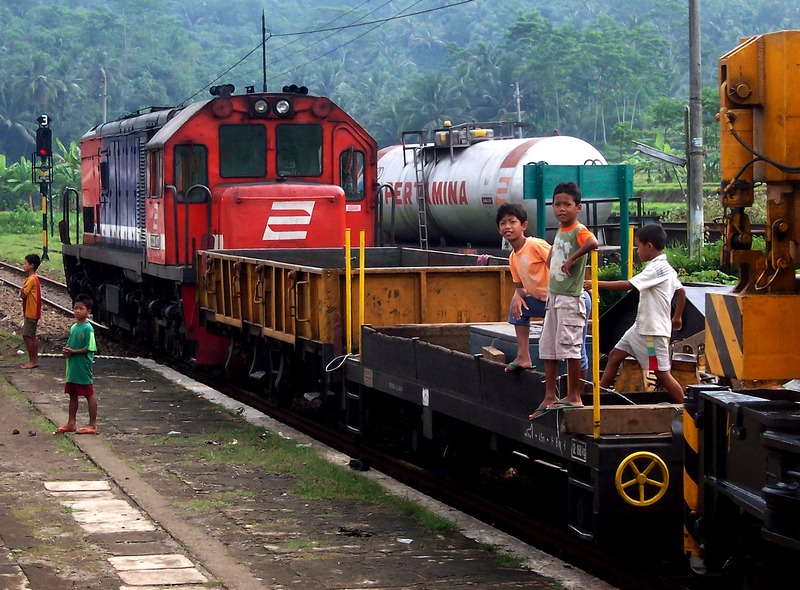
Una locomotora CC 201-47 transportando una grúa Gottwald.

El sistema ferroviario de Java está más o menos orientado a los pasajeros, y hay pocos servicios de mercancías, debido a la limitada capacidad de las vías. Algunos servicios de mercancías destacados en Java son el tren de contenedores Kalimas y el tren de paquetes entre Yakarta y Surabaya, trenes de petróleo entre refinerías o terminales de oleoductos y depósitos de petróleo, y trenes de arena de cuarzo en Java Central.
Pero en los últimos años se han hecho muchos esfuerzos para aumentar el tráfico de mercancías en Java introduciendo las locomotoras GE CC206, así como construyendo líneas de doble vía que conectan Yakarta y Surabaya en la línea de la Costa Norte para aumentar el número de trenes de contenedores entre ambas ciudades. También se han construido muchos puertos de contenedores en ciudades y pueblos intermedios. Este esfuerzo ya atrae a algunos clientes que normalmente enviaban sus productos por carretera.

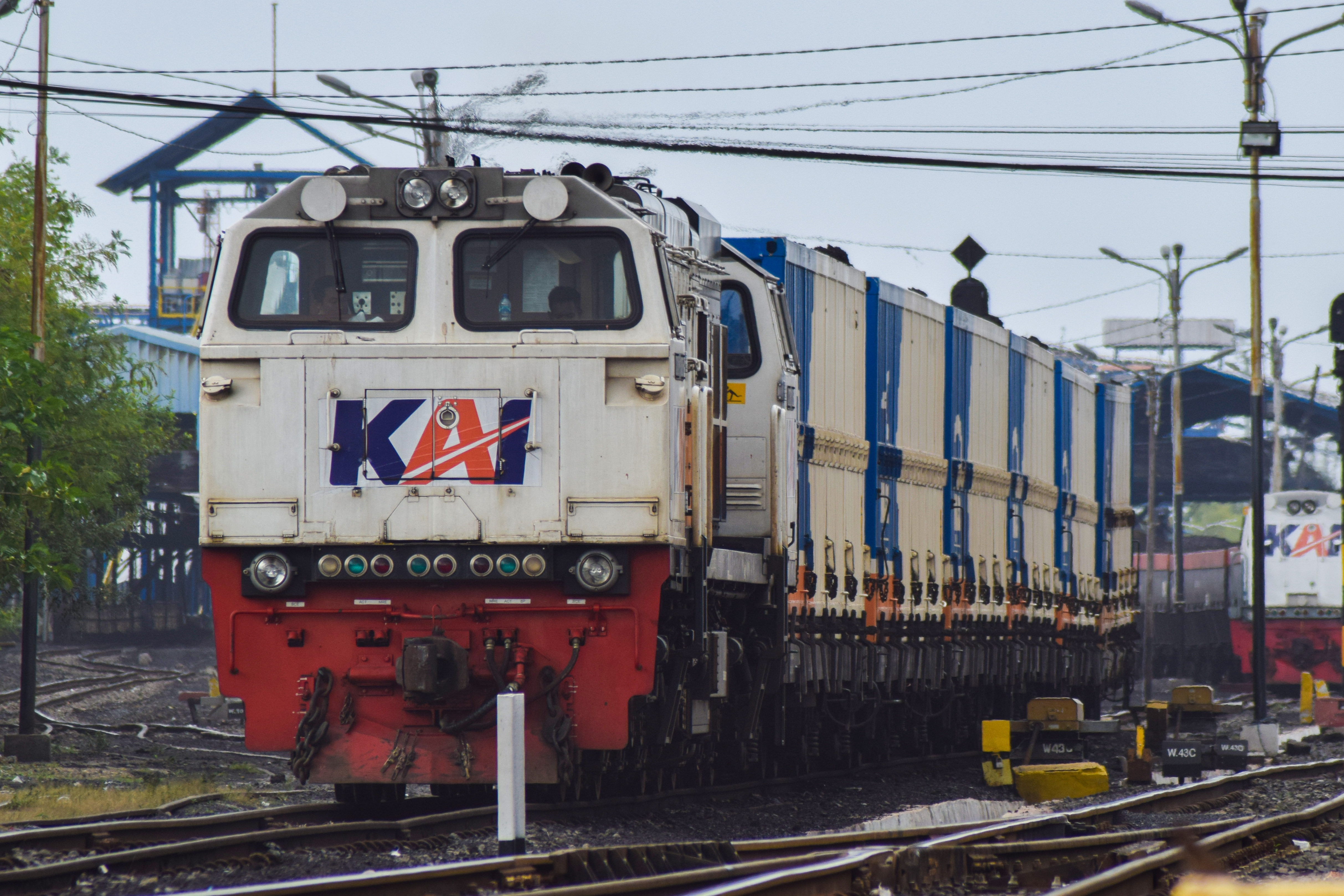
Una locomotora GE CC206 parte con un tren de carbón vacío.

El sistema de Sumatra del Sur está más bien orientado al transporte de mercancías. Los trenes de unidades de carbón, que transportan carbón para una central eléctrica, tienen prioridad sobre los trenes de pasajeros. En Sumatra Occidental, el resto de la línea ferroviaria da servicio a la fábrica de cemento de Indarung, cerca de Padang, y en Sumatra del Norte, varias plantaciones de aceite de palma y caucho son atendidas por trenes de mercancías.

## Ferrocarril urbano y tránsito rápido sobre raíles

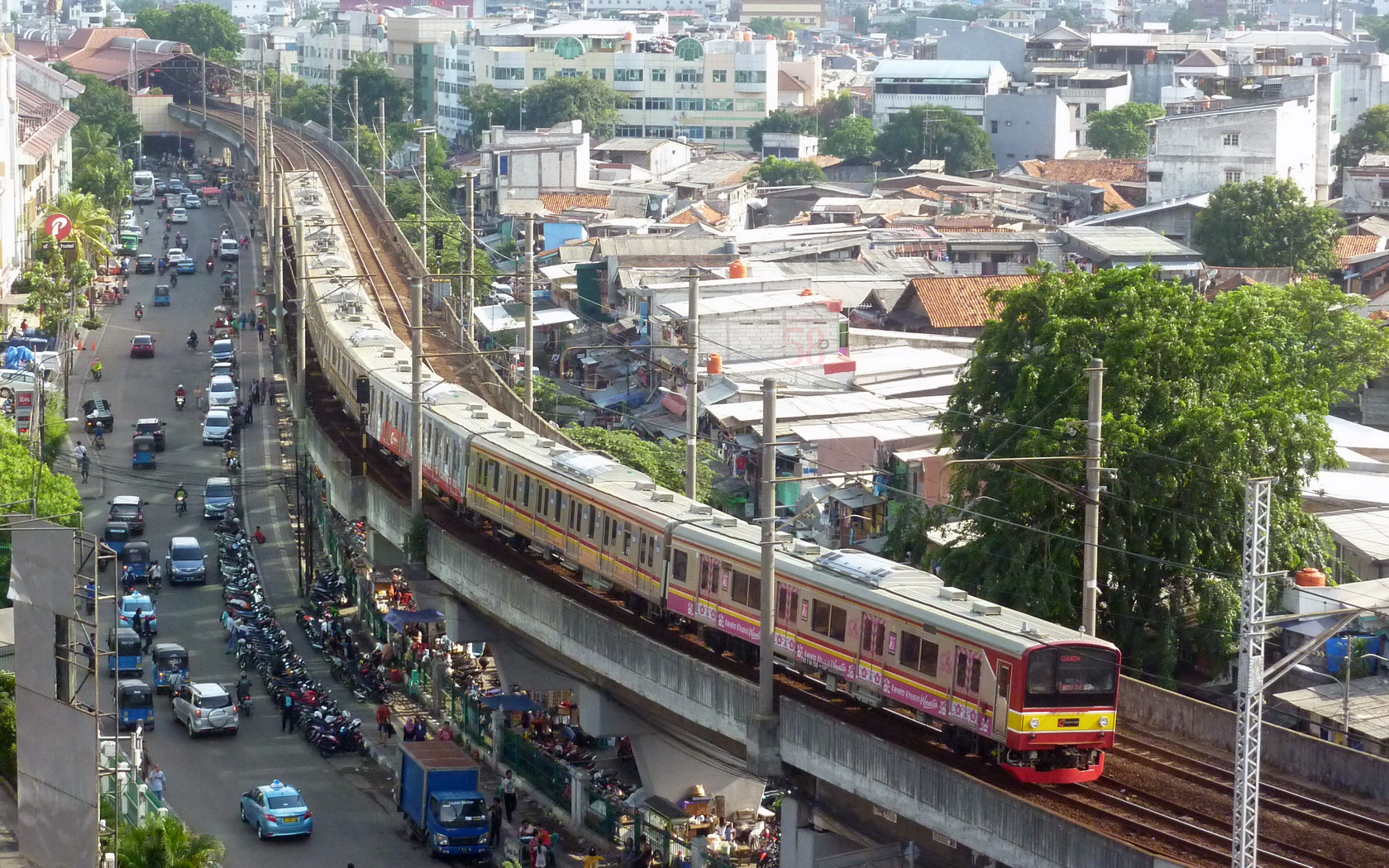
Un tren eléctrico de KRL Commuterline toma la curva en el ferrocarril elevado cerca de Mangga Dua, en el centro de Yakarta, en diciembre de 2015.

Antiguamente existían tranvías en Yakarta, Surabaya y Semarang antes de que su servicio se cerrara tras la independencia.
En la Gran Yakarta, KRL Commuterline es una de las redes ferroviarias urbanas operativas, que presta servicio a las rutas de cercanías que comprenden las ciudades de DKI Yakarta, Depok, Bogor, Bekasi, Tangerang y Tangerang Sur, así como las regencias de Bogor, Bekasi y Lebak. Las otras redes ferroviarias urbanas operativas son el MRT de Yakarta, de propiedad provincial, el LRT de Yakarta y el enlace ferroviario del aeropuerto Soekarno-Hatta, que sirven de apoyo a la red de transporte público de la zona.
El ferrocarril regional funciona como ferrocarril de cercanías en el Gran Surabaya, por lo que técnicamente no existe una red ferroviaria urbana. Sin embargo, hay planes para una red de transporte rápido de masas en Surabaya y sus alrededores. El MRT de Surabaya está previsto con un ancho de vía de 1.435 mm en la línea Dupak (Manyar-Dupak-Juanda), la línea Rungkut (Dupak-Rungkut-Waru-Sidoarjo), la línea Krian (Manyar-Krian-Sidoarjo), la línea Tanjung Perak (Tanjung Perak-Wonokromo-Sidoarjo), la línea Juanda (Juanda-Sidoarjo) y la línea Other Loop (Dupak-Rungkut-Krian-Dupak). Se ha puesto en servicio una línea diesel de 32 km desde Mojokerto a Sidoarjo, con 6 viajes diarios de ida y vuelta.
El área metropolitana de Medan está servida por el enlace ferroviario del aeropuerto de Kualanamu. El tren de cercanías Sri Lelawangsa conecta Medan con la cercana Binjai.
En Palembang, el Metro Ligero de Palembang empezó a funcionar en junio de 2018, antes de los Juegos Asiáticos de 2018.
En el área metropolitana de Yogyakarta y Surakarta, la línea de cercanías KRL Yogyakarta-Solo opera entre Yogyakarta, Klaten y Surakarta. El Prambanan Express conecta Yogyakarta con Purworejo. Los enlaces ferroviarios del aeropuerto de Yogyakarta y Adisumarmo existen en Yogyakarta y Surakarta, respectivamente.
En Padang, el enlace ferroviario del aeropuerto de Minangkabau está operativo.

## Ferrocarril de alta velocidad

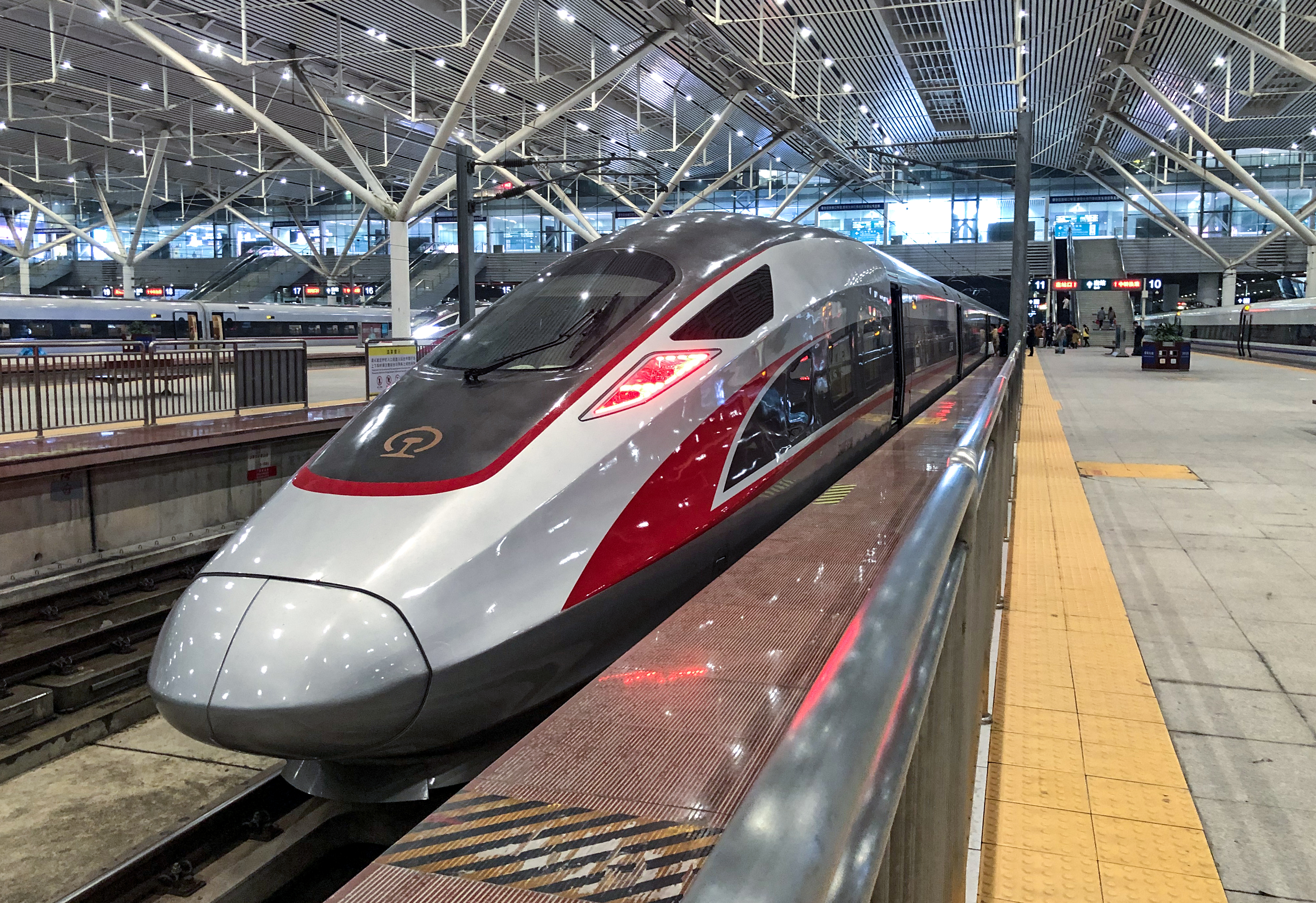
CR400AF propuesto por China.

En las últimas décadas, las columnas vertebrales del transporte de Java -la carretera de la costa norte y el sistema ferroviario que sirve al corredor Yakarta-Surabaya- han sufrido mucho por la congestión de mercancías y pasajeros. El plan de construir un sistema ferroviario de alta velocidad en Java existe desde hace muchos años. Sin embargo, hasta 2008 no se contempló seriamente la idea. Fue la propuesta de la Agencia de Cooperación Internacional de Japón la que puso en marcha la idea de construir un ferrocarril de alta velocidad para la isla indonesia de Java, uniendo el corredor densamente poblado que va desde la capital, Yakarta, hasta la ciudad de Surabaya (con una extensión de 730 km) en Java Oriental. Japón está deseando exportar su tecnología de alta velocidad Shinkansen al extranjero. Tras el estudio inicial de la JICA en 2012, el estudio de viabilidad detallado se concluyó en 2014. En los últimos años, Indonesia ha experimentado una reactivación de la expansión y mejora de los ferrocarriles. Se han propuesto corredores ferroviarios de alta velocidad, pero aún no se han puesto en marcha por considerarse demasiado costosos.
En abril de 2015, China entró en la carrera con una contraoferta para construir el tren de alta velocidad Yakarta-Bandung en Indonesia. Una oferta que alarmó a Japón, que lleva años alimentando la idea.
En julio de 2015, el gobierno indonesio anunció su plan de construir un sistema ferroviario de alta velocidad que conectara Yakarta y Bandung, y organizó un concurso entre los fabricantes de trenes de Japón y China como posibles licitadores. Japón y China habían manifestado su interés en el proyecto; ambos países han realizado estudios exhaustivos del mismo.
A finales de septiembre de 2015, Indonesia adjudica este multimillonario proyecto ferroviario a China por encima de Japón.
El tren de alta velocidad propuesto conectará la capital del país, Yakarta, con la ciudad de Bandung, en la vecina provincia de Java Occidental, cubriendo una distancia de 150 kilómetros, y también se espera que se amplíe más, conectando con la segunda ciudad más grande de Indonesia, Surabaya, en Java Oriental.
El proyecto se ha retrasado varias veces, primero por una construcción descuidada que afectó a las carreteras cercanas, y luego por las restricciones de la pandemia de coronavirus.
En diciembre de 2015, el Ministro Coordinador de Asuntos Marítimos y Recursos de Indonesia inició el debate sobre el tren de alta velocidad Yakarta-Surabaya. Se invitó a académicos de dos importantes universidades de Indonesia y a empleados de la Agencia de Cooperación Internacional de Japón a asistir al debate.

## Más lecturas
- «HOW THE RAILROAD IS MODERNISING ASIA.». The Advertiser. LV, (16,983) (South Australia). 22 de marzo de 1913. p. 8  – via National Library of Australia.  El artículo tiene unas 1.500 palabras y abarca aproximadamente una docena de países asiáticos.